# 回転端
回転端（かいてんたん）は、構造力学における支点の形態の一つ。ピン (pin) 、ヒンジともいう。物体を支える接合部の支点には、縦方向の力として鉛直荷重、横方向の力として水平荷重、回転する力としてモーメントの3種類の応力が発生するが、回転端は鉛直・水平方向の応力を伝え、モーメントは伝達しない。
他の支点形態として移動端（ローラー）・固定端（フィックス）がある。